# Vulcan (zeu)
Vulcan a fost o veche divinitate romană, identificată de timpuriu cu Hefaistos din mitologia greacă.

## Mitologie

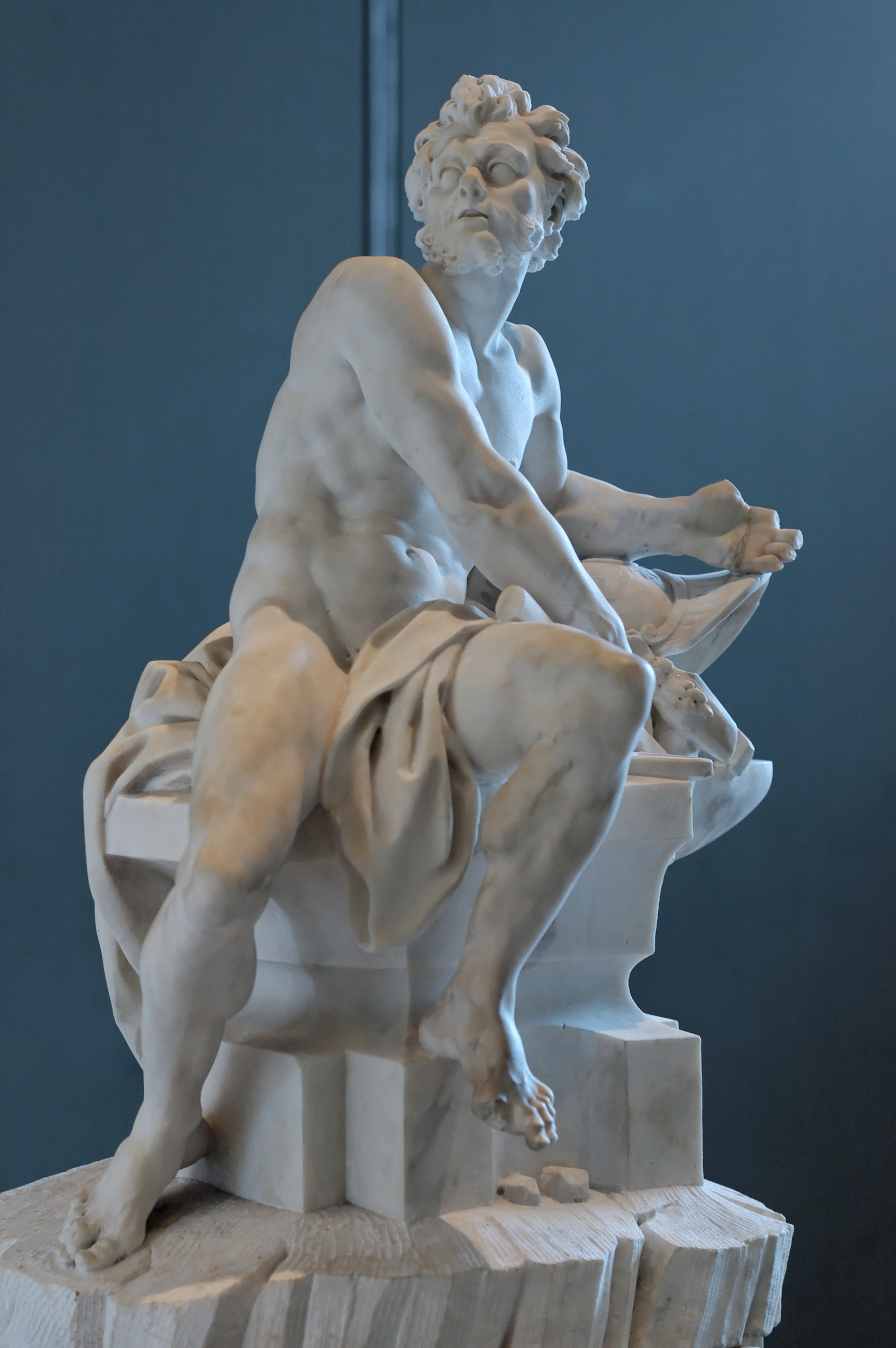
Vulcan, sculptură de Guillaume Coustou (fiul), Muzeul Luvru

Vulcan, fiul lui Jupiter și al Iunonei, era considerat  zeul focului. Vulcan era șchiop, iar infirmitatea sa se datora fie faptului că fusese aruncat de Jupiter din înaltul cerului, fiindcă în cursul unei dispute dintre părintele zeilor si Iuno, el îi luase apărarea mamei sale, fie faptului că se născuse infirm și, rușinată, Iuno îl aruncase în mare, de unde a fost luat și crescut de Tethys. Timp de nouă ani, Vulcan a trăit într-o grotă din fundul mării, după care a fost readus în Olimp. Reședința sa de predilecție a rămas însă vulcanul Etna din Sicilia. Acolo, în atelierele fierăriei lui divine, ucenicii săi - ciclopii - prelucrau fierul și celelalte metale. Din mâinile dibace ale zeului făurar au ieșit tot felul de obiecte și fenomene minunate: un tron de aur dăruit Iunonei, armele lui Ahile, lucrate la rugămintea lui Tethys, trăsnetele lui Jupiter, faimosul colier al Harmoniei etc. Vulcan a fost cel care a ajutat la nașterea Minervei, înlesnind ca zeița să iasă din capul divinului ei tată. Zeul Vulcan a fost cel care a modelat, din țărână, trupul Pandorei. Vulcan a fost cel care l-a țintuit și pe Prometeu de muntele Caucasus. Deși înzestrat cu un fizic urât, Vulcan era considerat  soțul unei  grații, dar de cele mai multe ori era considerat soțul lui Venus. Lui Vulcan îi sunt atribuiți mulți copii.